# Хямяляйнен, Пентти
Пе́нтти О́лави Хямяля́йнен (фин. Pentti Olavi Hämäläinen; 19 декабря 1929, Котка — 11 декабря 1984, там же) — финский боксёр легчайшей и полулёгкой весовых категорий, выступал за сборную Финляндии в первой половине 1950-х годов. Чемпион летних Олимпийских игр в Хельсинки, бронзовый призёр Игр в Мельбурне, обладатель двух бронзовых медалей чемпионата Европы, участник многих международных турниров и матчевых встреч. В период 1957—1959 боксировал на профессиональном уровне, но без особых достижений.

## Биография
Пентти Хямяляйнен родился 19 декабря 1929 года в городе Котка, провинция Кюменлааксо. Активно заниматься боксом начал в раннем детстве, вместе с четырьмя братьям, которые тоже впоследствии стали боксёрами, проходил подготовку в местном спортивном клубе Kotkan Voimailijat. Первого серьёзного успеха на ринге добился в 1950 году, когда выиграл финское национальное первенство и в составе сборной Европы съездил на международный турнир в США, победив там двоих американцев Пэта Маккарти и Оливера Джеймса. Год спустя вновь выиграл первенство Финляндии в наилегчайшем весе и вновь отправился в Америку — по очкам взял верх над двумя чемпионами турнира «Золотые перчатки», Джо Кастаньедой и Рэем Акстом. Также в сезоне 1951 года побывал на чемпионате Европы в Милане, откуда привёз медаль бронзового достоинства.
Благодаря череде удачных выступлений Хямяляйнен удостоился права защищать честь страны на летних Олимпийских играх 1952 года в Хельсинки — одолел здесь всех своих соперников в легчайшей весовой категории и завоевал золотую олимпийскую медаль (это второе и последнее на сегодняшний день золото финской олимпийской команды по боксу, первое было добыто Стеном Сувио в 1936 году). После домашней Олимпиады сохранил за собой лидерство в финской национальной сборной, продолжил одерживать победы на чемпионатах Финляндии, ездить на крупные международные турниры.
В 1954 году Хямяляйнен поднялся в полулёгкий вес, в 1955-м поучаствовал в зачёте первенства Европы в Западном Берлине, выиграл ещё одну бронзовую награду. Позже прошёл квалификацию на Олимпийские игры 1956 года в Мельбурн — сумел дойти здесь до стадии полуфиналов, затем по очкам проиграл англичанину Томасу Николсу.
Добавив в послужной список бронзовую олимпийскую медаль, Хямяляйнен решил попробовать себя среди профессионалов и покинул сборную. Его профессиональный дебют состоялся в декабре 1957 года, своего первого соперника он победил техническим нокаутом в третьем раунде. Всего в течение двух лет провёл пять победных поединков, но в феврале 1959 года потерпел досрочное поражение и вскоре принял решение завершить карьеру боксёра. Покинув ринг, работал механиком и полицейским.
Умер 11 декабря 1984 года в своём родном городе Котка.
В 2002 году в родном городе ему установлен памятник по адресу Kumenlaaksonkatu 30, скульптор  Микко Таскинен.